# Рамеев, Марс Камилович
Марс Камилович Рамиев (тат. Марс Камил улы Рәмиев) — советский хозяйственный, государственный и политический деятель.

## Биография
Родился в 1936 году в Ташаузе. Член КПСС.
С 1954 года — на хозяйственной, общественной и политической работе. В 1954—1994 гг. — инспектор по авиамодельному делу областной станции юных техников в городе Ташауз, мастер, бригадир, начальник агрегатно-сборочного цеха, секретарь парткома Казанского вертолетного завода, первый секретарь Кировского райкома КПСС, первый секретарь Бугульминского горкома КПСС, первый секретарь Казанского горкома КПСС, министр топливной промышленности ТАССР, генеральный директор Татарского территориального лесотопливного производственного объединения.
Избирался депутатом Верховного Совета РСФСР 10-го созыва.
Умер в Казани в 2003 году.